# 842
| [ Edytuj tabelę ]          |                                                |
| Król Anglii                | - 839 Ethelwulf 858                            |
| Król Asturii               | - 791 Alfons II 842 - 842 Ramiro I 850         |
| Hrabia Barcelony           | - 836 Bernard 844                              |
| Cesarz Bizancjum           | - 829 Teofil 842 - 842 Michał III Metystes 867 |
| Chan Bułgarii              | - 836 Presjan 852                              |
| Cesarz Chin                | - 840 Tang Wuzong 846                          |
| Król Franków wschodnich    | - 840 Lotar I 855                              |
| Cesarz Japonii             | - 833 Ninmyō 850                               |
| Kalif                      | - 833 Al-Mutasim 842 - 842 Al-Wasik 847        |
| Król Khmerów               | - 802 Dżajawarman II 850                       |
| Patriarcha Konstantynopola | - 836 Jan VII Gramatyk 843                     |
| Król Mercji                | - 840 Berhtwulf 852                            |
| Król Nawarry               | - 824 Inigo Arista 851                         |
| Król Nortumbrii            | - 840 Etelred II 848                           |
| Książę Obodrzyców          | - 826 Gostomysł 844                            |
| Papież                     | - 827 Grzegorz IV 844                          |
| Cesarz rzymski             | - 817 Lotar I 855                              |
| Doża Wenecji               | - 837 Pietro Tradonico 864                     |
| Książę wielkomorawski      | - 820 Mojmir I 846                             |

Rok 842 / DCCCXLII
stulecia: VIII wiek ~
IX wiek ~
X wiek

lata: 832 «
837 «
838 «
839 «
840 «
841 «
842
» 843
» 844
» 845
» 846
» 847
» 852

## Wydarzenia
- 14 lutego – Ludwik Niemiecki i Karol II Łysy sprzysięgli się w Strasburgu przeciwko swojemu bratu Lotarowi.
- Karol Łysy poślubił Ermentrudę

## Zmarli
- Foguang Ruman – chiński mistrz chan szkoły hongzhou (ur. 752)
- Teofil, cesarz bizantyński